# Leidsegracht 108
Leidsegracht 108 is een gebouw in Amsterdam-Centrum op de rand van de Jordaan. Er is hier al eeuwen bebouwing.
Daniël Stalpaert, de stadsmeestermetselaar, tekende hier al een gebouw op zijn kaart uit 1662. De Leidsegracht, toen De Leydesche Graft geheten, vormde toen nog de zuidelijke grens van de stadsbebouwing. Ten zuiden van de scheidslijn werd alleen het Aalmoezeniershuis aan de Prinsengracht ingetekend. Op de noordoever tekende hij bebouwing op een stukje grond, waarop de Baangracht stukloopt.  Het gebouw dat ingetekend is, komt echter niet overeen met de bebouwing in 2017. Het gebouw zou dateren van 1663/1664 en was juist bestemd als woon/werkplaats van Daniël Stalpaert. Gerrit de Broen tekende op zijn kaart van circa 1737 wel een passend gebouw met schilddak in aan de Stad-Metzel-Tuyn. Er zijn hier dan de stadsmetseltuin en stadssteenhouwerij gevestigd, "laatstelijk gelegen aan de Baangracht (Lijnbaansgracht), noordwaarts van de plaats alwaar de Leidsche gracht werd gegraven". Achter het gebouw ligt dan braakliggend terrein, de (werk-)tuinen.  
In 1790 legde Noach van der Meer jr. de situatie ter plaatse in een tekening vast. Ook dan is er een rechthoekig gebouw te zien; het wordt belend door de Hollandsche Manege, die later naar de Singelgracht en weer later naar de Overtoom zou verhuizen. Van der Meer tekende een gebouw met vijf ramen naast elkaar op de eerste verdieping met daaronder vier ramen en een boogconstructie. Net boven de dakplint is een soort dakkapel te zien. Op die tekening is ook te zien de brug 94 over de Leidsegracht. Tot 1829 waren het pand en de stadsmetseltuin eigendom van de gemeente Amsterdam en bood het onderkomen aan meestermetselaars, stadsarchitecten en stadsbouwmeesters. Het gebouw heeft ook enige tijd dienst gedaan als opslagplaats van de Hollandsche Manege. Het gebouwencomplex raakte daarbij langzamerhand ernstig in verval. Er is een foto waarop het toekomstige rijksmonument geheel dichtgetimmerd is. De gebouwen van de Hollandsche Manege werden allemaal afgebroken, behalve dit gebouw. Het werd weer in gebruik genomen; het is bekend dat de azijnmakerij firma NV J.F. Tack er gebruik van maakte - die firma Tack was zelf aan de Leidsegracht gevestigd. 
In 1970 is het gebouw opgenomen in het bestand van rijksmonumenten onder nummer 3388. De omschrijving luidt dan: "Uniek voormalig buitenhuis op de wallen (vermoedelijk 17e eeuw), laag vierkant gebouw onder schilddak; tegen de zijgevel een stoep waarboven een houten deurpartij".
Wat in 2017 nog opvalt aan het gebouw is dat het de straatnummering heeft van de Leidsegracht, terwijl de ingang met trap aan de Raamdwarsstraat ligt. Het souterrain wordt geëxploiteerd door een escaperoom, terwijl de rest van het gebouw dient als Sociëteit Pylades van studentenvereniging SSRA, die het gebouw in haar embleem heeft opgenomen. 

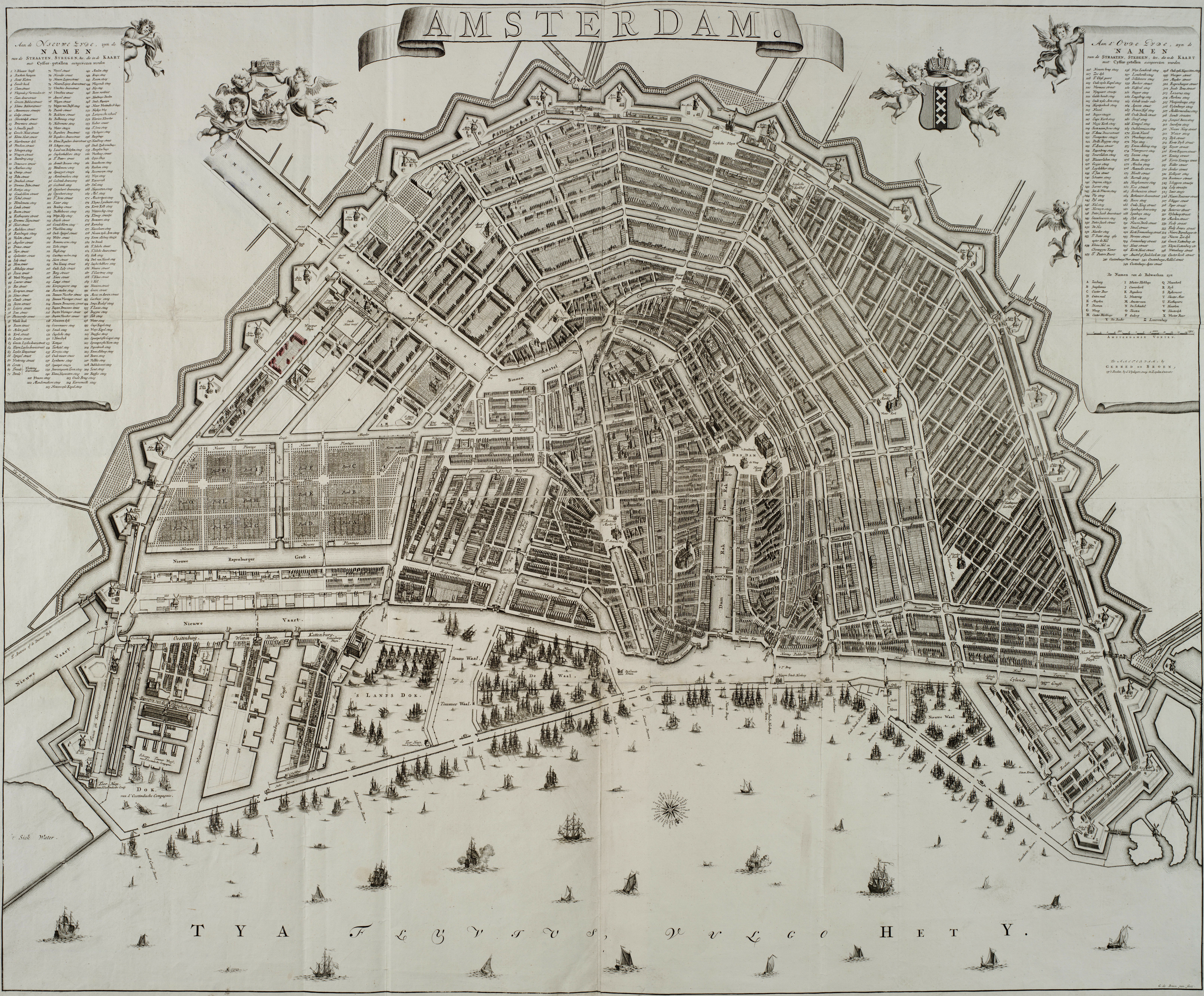
Kaart van De Broen 1737
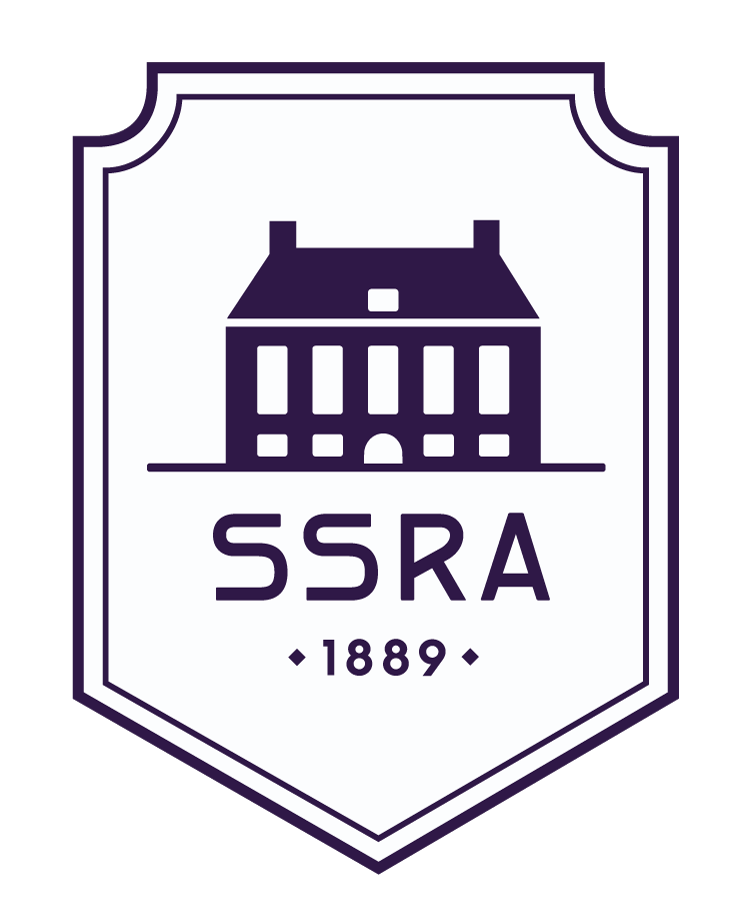
Embleem SSRA
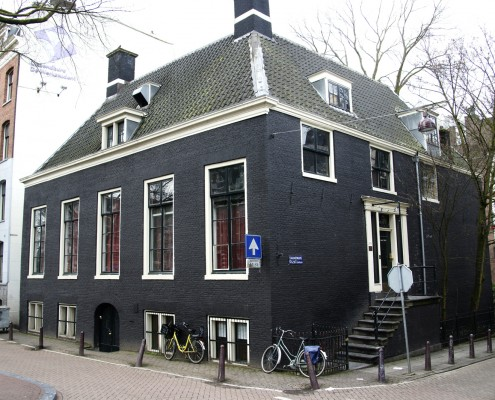
Leidsegracht 108 (2010)